# Bharat Nalluri
Bharat Nalluri (Guntur, 1965) è un regista e sceneggiatore indiano naturalizzato britannico.

## Biografia
Nato a Guntur, nello stato indiano di Andhra Pradesh, si trasferì in giovane età insieme alla sua famiglia in Inghilterra, vivendo nella città di Newcastle upon Tyne. Qui entrò nella Eastcliffe Grammar School e, più tardi, nella Royal Grammar School. In questo periodo ebbe modo di rendere note le sue qualità vocali, cantando per alcuni anni in una band soul/funk chiamata The Money Spiders.
Il suo debutto come regista risale al 1994, anno in cui dirige il film televisivo Driven. Tra gli anni novanta e 2000 lavora ad una lunga serie di film horror tra i quali Killing Time (1998) e Il corvo 3 - Salvation (2000). Più fortunata è la sua carriera televisiva, intrapresa nel 2002, con la serie thriller Spooks. Tra 2004 e 2009, dirige una fortunata serie d'azione, Hustle - I signori della truffa, per le quali riceve due prestigiose candidature.
Nel 2006 è il regista di un film televisivo di successo, intitolato Tsunami - Il giorno dopo, interpretato da Tim Roth, Sophie Okonedo e Toni Collette e candidato a 3 Golden Globe. Per la pellicola, basata sulla vera tragedia verificatasi in Indonesia nel 2004, Bharat Nalluri viene candidato ad un Premio Emmy. Negli anni successivi il regista di origine indiana gira tre pellicole, Miss Pettigrew nel 2008, Spooks - Il bene supremo nel 2015 e Dickens - L'uomo che inventò il Natale nel 2017.

## Filmografia

### Regista

#### Cinema
- Downtime (1997)
- Killing Time (1998)
- Il corvo 3 - Salvation (The Crow: Salvation) (2000)
- Miss Pettigrew (Miss Pettigrew Lives for a Day) (2008)
- Spooks - Il bene supremo (Spooks: The Greater Good) (2015)
- Dickens - L'uomo che inventò il Natale (The Man Who Invented Christmas) (2017)

#### Televisione
- New Voices - serie TV, 1 episodio (1995)
- Cyclops - film TV (2001)
- Hustle - I signori della truffa (Hustle) - serie TV, 3 episodi (2004)
- Tsunami (Tsunami: The Aftermath) - miniserie TV, 2 puntate (2006)
- Life on Mars - serie TV, 2 episodi (2006)
- The Hunters - film TV (2006)
- Cupid - serie TV, 1 episodio (2009)
- Outcasts - serie TV, 2 episodi (2011)
- Torchwood - serie TV, 1 episodio (2011)
- Spooks - serie TV, 6 episodi (2002-2011)
- Emily Owens, M.D. - serie TV, 5 episodi (2012-2013)
- The 100 - serie TV, 1 episodio (2014)
- The Player - serie TV, 1 episodio (2015)
- Mars Project - film TV (2016)

### Sceneggiatore
- Hustle - I signori della truffa (Hustle) - serie TV, 23 episodi (2004-2009)